# Melanagromyza adsurgenis
Melanagromyza adsurgenis är en tvåvingeart som beskrevs av Wenn 1985. Melanagromyza adsurgenis ingår i släktet Melanagromyza och familjen minerarflugor. Inga underarter finns listade i Catalogue of Life.